# 新开铁路
新开铁路是豫北的新乡至开封的一条铁路。抗日战争时由日伪当局修建、运营。全长103千米。

## 技术概况
在新乡以南的平汉铁路14.23千米处的新南站（原平汉铁路小冀镇站，今七里营站）出岔。沿途设：小冀镇站、吕庄站、阳武站、太平鎮站、齐亦集站（今齐街镇）、荆隆宫站、大马庄站等7个车站。以木便桥跨旧黄河。在开封城南关接入陇海铁路开封站。后新乡站以南的平汉铁路7公里处增设召南站作为会让站。

## 历史
1938年12月，日军作出修建新开铁路的决定，由伪河南省建设厅（厅长岳迹樵）协助，日军华北方面军铁道部队完成勘测选线。1939年1月4日满铁北支事务局编制《修建开封新乡间铁路的建议》，提出4个线路方案。
1939年3月15日动工，拆除从滑县三里湾至新乡游家坟的道清铁路东段71.36公里线路的铁轨材料用于新开铁路。“并将道清铁路的新乡新站和平汉铁路的新乡站合并为一个车站，从此道清铁路东线被取消。”日军鉄道第五連隊（青村部队）从开封修建至太平鎮，1939年4月28日竣工。日军鉄道第四連隊（前田部队）从新乡开始修建，后由岗上部队负责修建，1939年4月30日至太平镇竣工。1939年5月4日竣工，仅用了51天。5月5日在太平鎮举行了接轨通车仪式。新建线路88.683千米。建设投资由华中振兴公司2500万元、日商出资1000万元。1939年5月10日开通临时运营。1939年6月1日由伪华北交通株式会社接手，6月5日“开始一般营业”。1940年7月1日，伪华北交通株式会社成立伪开封铁路局，下设开封、新乡两个铁路分局。 
1945年9月29日，国民政府交通部接收特派员吴士恩把伪华北交通之伪开封铁路局改为“开封区铁路局”，把新开线改为“汴新线”。
1947年3月拆除。